# Mylonchulidae
Mylonchulidae är en familj av rundmaskar. Mylonchulidae ingår i ordningen Mononchida, klassen Adenophorea, fylumet rundmaskar och riket djur.
Familjen innehåller bara släktet Mylonchulus.